# FlatOut: Ultimate Carnage
FlatOut: Ultimate Carnage ist der dritte Teil der FlatOut-Serie des finnischen Entwicklerstudios Bugbear. Das Spiel wurde am 22. Juni 2007 vom britischen Publisher Empire Interactive für die Xbox 360 in Europa veröffentlicht, während die Windows-Version am 29. Juli 2008 erschienen ist. Es ist im Wesentlichen ein Remake von FlatOut 2 für die siebte Konsolen-Generation. Daher sind wesentliche Elemente des Spiels dem Vorgänger ähnlich oder sogar identisch.
FlatOut: Ultimate Carnage ist ein actionorientiertes Rennspiel, bei dem das Anrichten von Zerstörung während des Rennens einen wesentlichen Teil des Spiels ausmacht. Die Serie ist für ihre zahlreichen Unfälle und die Tatsache, dass man nahezu alles zerstören kann bekannt. Ermöglicht wird dies durch eine leistungsfähige Physik-Engine, die als eine der besten in dem Rennspiel-Genre gilt.

## Spielprinzip

### Allgemein
Am Grundkonzept des Spiels hat sich nichts geändert. Das Spiel ist ein Arcade-Spiel, bei dem es weniger um das schnelle Fahren als vielmehr um die Zerstörung der Umgebung und vor allem der gegnerischen Fahrzeuge geht. So spielt z. B. die Verwendung von Nitro, welches der Spieler während eines Rennens für das Anrichten von Schäden an Gegnern und Umgebung erhält, eine zentrale Rolle. Weiterhin sind auf den Strecken zahlreiche Rampen, Ölspuren und Schlaglöcher verteilt.
Die Rennen werden auf den gleichen Strecken des Vorgängers ausgetragen. Auch die alten KI-Profile blieben erhalten. Es wurden allerdings vier weitere KI-Fahrer hinzugefügt.

### Rennmodi
Bei Rundkursrennen geht es darum, als erster die Ziellinie zu überqueren. An diesem Modus hat sich im Vergleich zum Vorgänger nur wenig geändert. Das Gegnerfeld wurde leicht verändert, da im Spiel zwölf statt lediglich acht Fahrer gegeneinander antreten. Des Weiteren wurden die Strecken geringfügig. modifiziert. So sind nun z. B. neue Pfützen hinzugefügt oder einzelne Laternen entfernt worden.
Stunt-Events sind eine Besonderheit von Spielen der FlatOut-Reihe. Allgemein geht es bei Stunt-Events darum, seine Spielfigur aus dem Wagen zu schleudern und mit dieser ein bestimmtes Ziel zu erreichen, sie z. B. besonders hoch oder weit zu stoßen, oder bestimmte Objekte mit ihr zu treffen. Wesentliche Faktoren für das Erreichen eines möglichst guten Endergebnisses sind der Abschusswinkel und die Kraft, mit der die Figur abgefeuert wird. In FlatOut: Ultimate Carnage sind die gleichen zwölf Stunt-Aufgaben enthalten wie im Vorgänger. Dazu zählen Varianten von bekannten Spielen wie Darts, Fußball, Basketball, oder Bowling.
Bei Derbys treten die Fahrer Innerhalb eines begrenzten Bereichs (der Crash-Derby-Arena) gegeneinander an. Das Ziel der Fahrer ist es, die gegnerischen Fahrzeuge durch Rammen zu Zerstören. Für jeden Angriff erhalten die Fahrer Punkte, je nach Stärke des angerichteten Schadens.

### FlatOut-Modus
Der FlatOut-Modus ist ein Karriere-Modus und das Herzstück des Spiels. In drei verschiedenen Klassen stehen verschiedene Meisterschaften zur Auswahl. Eine Meisterschaft besteht aus bis zu sechs verschiedenen Renn-Events die nacheinander ausgetragen werden. Am Ende werden alle Platzierungen zusammengerechnet und der Sieger ermittelt. Für das Absolvieren von Rennen erhält der Spieler Geld, welches in neue Fahrzeuge oder ins Fahrzeugtuning investiert werden kann. Durch das Gewinnen von Meisterschaften werden außerdem regelmäßig neue Fahrzeuge freigeschaltet.
Der gesamte FlatOut-Modus wurde 1:1 aus dem Vorgänger FlatOut 2 übernommen. Die einzige Veränderung, die vorgenommen wurde, war das Hinzufügen vier neuer KI-Profile.

### Carnage-Modus
Der Carnage-Modus ist eine Sammlung von 36 Herausforderungen, die nacheinander freigespielt werden können. Dazu werden für jede absolvierte Herausforderung Punkte vergeben. Bei bestimmten Punktzahlen werden weitere Herausforderungen freigeschaltet. Herausforderungen werden auf den im Karriere-Modus vorhandenen Strecken ausgetragen, allerdings mit veränderter Zielsetzung. So ist nicht entscheidend, als erster ins Ziel zu kommen. Vielmehr wurden drei neue Modi mit individuellen Zielsetzungen eingeführt.
Die Rennen des Modus Entkomme der Bombe finden auf den gleichen Strecken statt, wie die Rundkursrennen. Allerdings treten die Fahrer nicht gleichzeitig, sondern hintereinander an. Bei diesem Modus geht es um das schnelle Durchfahren des Rennkurses. Dazu versuchen die Fahrer, die Checkpoints, die auf der Strecke verteilt wurde, innerhalb einer vorgegebenen Zeit zu durchfahren. Schafft man das nicht, explodiert die Bombe im Fahrzeug und das Rennen ist vorbei. Je weiter man kommt, desto mehr Punkte erhält man. Bei jedem Passieren wird eine Zeit gutgeschrieben. Doch der Betrag der Gutschrift sinkt mit jedem passierten Checkpoint um eine Sekunde.
Einen ähnlichen Modus stellen Zeitrennen dar. Bei diesen geht es um das Erreichen einer guten Endzeit. Die Fahrer versuchen, eine Rennrunde zu absolvieren, so schnell es geht. Dafür stehen ihnen pro Rennen zwischen drei und fünf Versuchen zur Verfügung. Bei Zeitrennen ist das Nitro-System deaktiviert.
Der Modus Zerstörung stellt eine Mischung aus den Modi Rennen und Derby dar. Gefahren wird auf den normalen Rundkursstrecken. Allerdings gewinnt nicht der Fahrer, der das Ziel als erster erreicht, sondern der, der den größten Schaden an der Umgebung und den gegnerischen Fahrzeugen anrichtet.
Die auch im Karrieremodus vorhandenen Derbys sind ebenfalls im Carnage-Modus vorhanden. Allerdings wurden diese leicht abgewandelt. So sind in der Arena verschiedene Bonusobjekte verteilt. Diese umfassen Defensivupgrades für das eigene Fahrzeug, z. B. einen Schutzschild, oder Offensivupgrades, z. B. einen Rammsporn. Auch wurde das Punktesystem geändert. So wird nur noch das Zerstören von Fahrzeugen mit Punkten belohnt. Dafür besitzen die teilnehmenden Fahrzeuge weniger Trefferpunkte als üblich und werden nach ihrer Zerstörung wiederhergestellt.
Bei einigen Herausforderungen können Bonus-Fahrzeuge freigespielt werden. Diese waren bereits in dem Vorgänger enthalten, konnten dort jedoch ausschließlich durch Cheatcodes freigeschaltet werden. Die Bonusfahrzeuge umfassen etwa einen Schulbus, eine Zugmaschine oder einen Hot-Rod.

### Mehrspieler-Modus
Im Gegensatz zum Vorgänger verfügt FlatOut: Ultimate Carnage nicht über einen LAN-Modus. Stattdessen gibt es lediglich einen Internet-Modus. Über die Microsoft Live-Plattform können sich im Internet bis zu 8 Spieler in einer Partie messen, dabei stehen alle Herausforderungen aus den Einzelspieler-Modi zur Auswahl.
Der bereits aus dem Vorgänger bekannte Party-Modus wurde übernommen. Bei diesem handelt es sich um eine Umsetzung der Stunt-Herausforderungen für bis zu 8 Spieler, bei denen die teilnehmenden Spieler abwechselnd an der Reihe sind.

### Fahrzeuge
FlatOut: Ultimate Carnage beinhaltet insgesamt 48 Fahrzeuge, zwei mehr als der Vorgänger. Die Fahrzeuge besitzen keine Lizenzen, sind also fiktive Modelle der Entwickler, die jedoch überwiegend an reale Vorbilder angelehnt sind. Die Fahrzeuge sind in fünf verschiedene Fahrzeugklassen unterteilt:
Derby-Wagen sind Fahrzeuge, die ursprünglich von Schrottplätzen stammen und mit der für Stockcar-Rennen notwendigen Ausstattung wie einem Überrollkäfig und einer verstärkten Karosserie ausgerüstet wurden. Sie sind vergleichsweise langsam und schwerfällig, verkraften jedoch im Gegenzug viel Schaden. Sie sind gut für unebene Straßen und Feldwege geeignet. Beispiele sind Fahrzeuge, die dem Ford Bronco oder dem Ford Granada nachempfunden sind. Die beiden Fahrzeuge, die neu in das Spiel eingefügt wurden, sind Fahrzeuge der Derby-Klasse.
Modelle, die in der Renn-Klasse angesiedelt sind, sind überwiegend amerikanische Muscle-Cars oder europäische Sportcoupés. Sie können als Mischung aus Fahrzeuge der Derby-Klasse und der Straßen-Klasse betrachtet werden. Wagen der Renn-Klasse sind schneller als Derby-Wagen und vertragen mehr Schäden als Fahrzeuge der Straßen-Klasse. Modelle dieser Klasse sind für alle Streckenarten gut geeignet. Beispiele sind Fahrzeugmodelle, die an den Chevrolet El Camino oder an das Lancia Coupe angelehnt sind.
Wagen der Straßen-Klasse sind getunte Sportwagen, teilweise auch Rennwagen. Sie sind die leistungsstärksten aber auch die empfindlichsten Fahrzeuge im Spiel. Sie fahren am effektivsten auf ebenen, befestigten Strecken. Zu ihnen zählt z. B. ein der Dodge Viper nachempfundenes Modell.
Die Wagen aus der vierten Stunt-Klasse sind hochgezüchtete Fahrzeuge mit mindestens einem, meistens zwei Düsentriebwerken im Heck. Sie werden jedoch nahezu ausschließlich für Stunt-Events verwendet, wo sie dank der enormen Beschleunigung schnell auf ihre Höchstgeschwindigkeit kommen. Nur eines dieser Fahrzeuge ist später auch in anderen Events spielbar.
Die fünfte Bonus-Klasse umfasst alle Arten von außergewöhnlichen Fahrzeugen. Eben solche, die sonst in keine andere Kategorie passen, wie z. B. ein Fahrzeug, das dem berühmten Batmobil nachempfunden wurde, sowie ein Schulbus oder ein Hot Rod. Diese Fahrzeuge konnten in FlatOut 2 nur durch Cheatcodes freigeschaltet werden, in FlatOut: Ultimate Carnage können sie im Carnage-Modus als Preise gewonnen werden.
Nach der gewählten Klasse des Spielers richten sich die Fahrzeuge der Gegner. Wählt der Spieler z. B. ein Fahrzeug der Derby-Klasse, so tritt er gegen Fahrzeuge der Derby-Klasse an.
Im Karriere-Modus besteht die Möglichkeit, die Eigenschaften der Fahrzeuge mittels Tuning zu modifizieren. Das Tuning spielt allerdings eine eher untergeordnete Rolle. Möglich sind zum einen die Leistungssteigerung, etwa durch Verbesserungen an Motor, Bremsen und Getriebe des Fahrzeugs, zum anderen kann die Stabilität des Fahrzeugs verbessert werden, etwa durch Einbau eines Überrollbügels oder eines verstärkten Chassis für eine höhere Stabilität des Fahrzeugs. Möglichkeiten zur Änderung der Optik der Fahrzeuge gibt es dagegen kaum, die einzige Option stellt das Ändern der Wagenfarbe dar.

### Gegnerische Rennfahrer
Im Spiel gibt es elf unterschiedliche, vom Computer gesteuerte Rennfahrer, gegen die der Spieler antreten muss. Jeder Fahrer hat eine andere Persönlichkeit sowie verschiedene Fähigkeiten und Fahrstile.
Jack Benton: Er ist einer der besten, wenn nicht sogar der beste Fahrer. Fährt äußerst schnell und kontrolliert und weiß genau, wie man sich auf der Strecke behauptet. Man findet ihn fast immer an der Spitze des Feldes. Er bevorzugt Sportwagen in gelb.
Lei Bing: Man sollte sie niemals unterschätzen, da sie in der Derby- und in der Renn-Klasse mit dem schnellsten Wagen unterwegs ist. Sie macht nur selten Fehler und fährt meistens in der Spitzengruppe mit. Sie bevorzugt Sportwagen in dunkelrot.
Ray Carter: Meistens sehr entspannt unterwegs. Ihm ist es egal ob er das Rennen gewinnt, oder als letzter durchs Ziel kommt, Hauptsache er hat Spaß am Fahren. Man begegnet ihm häufig erst am Ende des Feldes. Er bevorzugt Muscle-Cars in hellblau.
Lewis Duran: Ziemlich unauffällig, langsam und ohne besondere Talente. Er hält sich so gut es geht aus großen Karambolagen heraus. Genau deshalb taucht er aber plötzlich dann auf, wenn man nicht mit ihm rechnet. Er bevorzugt Sportwagen in hellbraun.
Katie Jackson: Sie ist aggressiv und versucht ihre Konkurrenten von der Straße zu drängen. Da sie unberechenbar ist, kann man sie nur schwer einschätzen. Fährt oft knapp hinter der Spitze, stets in Schlagdistanz. Sie bevorzugt Sportwagen in rot.
Frank Malcov: Veteran und ehemaliger Topfahrer. Nach einem Unfall ist er nicht mehr derselbe und hat seitdem Probleme mitzuhalten. Lässt nur noch selten sein Können aufblitzen, landet jedoch meistens im Graben. Er bevorzugt Geländewagen in blau.
Sofia Martinez: Eine der besten mit herausragenden fahrerischen Fähigkeiten. Sie fährt stets sauber und diszipliniert, hat jedoch oftmals mit unterlegenem Material zu kämpfen. Nichtsdestotrotz häufig an der Spitze zu finden. Sie bevorzugt Kleinwagen in grau.
Jill Richards: Schnell, talentiert und aggressiv. Häufig in Rad-an-Rad-Duelle verwickelt, gelegentlich aber zu übermotiviert. Trotzdem sieht man sie meistens auf den vorderen Plätzen. Nicht selten eine Kandidatin für den Sieg. Sie bevorzugt Muscle-Cars in pink.
Sally Taylor: Für sie sind die Wagen mit denen sie fährt entweder zu langsam oder zu schnell. Sie fährt den schnellsten Wagen in der Straßen-Klasse, ist jedoch von dessen Tempo überfordert und verunglückt oftmals schwer. Sie bevorzugt Pick-ups in weiß.
Jason Walker: Der mit Abstand aggressivste Fahrer. Versucht ständig, seine Kontrahenten gegen die nächste Mauer zu drücken. Außerdem ist er schnell und talentiert und häufig vorne mit dabei. Er bevorzugt Muscle-Cars in schwarz mit Flammen-Vinyls.
Curtis Wolfe: Ebenfalls aggressiv, jedoch nicht sonderlich talentiert. Fahrerisches Können und Selbstüberschätzung halten sich die Waage. Ist die meiste Zeit des Rennens im Mittelfeld unterwegs. Er bevorzugt Muscle-Cars in schwarz mit weißen Streifen.

## Soundtrack
Das Spiel beinhaltet Songs, die hauptsächlich aus Genres wie Hard Rock, Punk und Heavy Metal stammen. Nachdem in FlatOut 2 recht prominente Bands (z. B. Nickelback, Papa Roach und Megadeth) vertreten waren, dominieren in FlatOut: Ultimate Carnage eher unbekannte Bands. Auch an Umfang nahm der Soundtrack ein wenig ab. Während im Vorgänger 26 Titel enthalten sind, beinhaltet Ultimate Carnage lediglich 20.
| Übersicht über die im Spiel enthaltenen Musikstücke |                        |                       |       |
| #                                                   | Künstler               | Titel                 | Länge |
| 1                                                   | 32 Leaves              | Waiting               | 3:18  |
| 2                                                   | A Static Lullaby       | Hang 'em High         | 4:29  |
| 3                                                   | Art of Dying           | You Don´t Know Me     | 3:11  |
| 4                                                   | Dead Poetic            | Narcotic              | 3:17  |
| 5                                                   | Everything at Once     | Boys on the Hill      | 3:38  |
| 6                                                   | Hypnogaja              | They Don't Care       | 3:55  |
| 7                                                   | Kazzer                 | Fuelled by Adrenaline | 2:54  |
| 8                                                   | Luna Halo              | I'm All Right         | 2:36  |
| 9                                                   | Manafest               | Wanna Know You        | 2:59  |
| 10                                                  | No Connection          | Feed The Machine      | 3:42  |
| 11                                                  | No Connection          | The Last Revolution   | 4:06  |
| 12                                                  | OpShop                 | Nothing Can Wait      | 4:00  |
| 13                                                  | Point Defiance         | Union Of Nothing      | 3:01  |
| 14                                                  | Sasquatch              | Believe It            | 2:54  |
| 15                                                  | Supermercado           | Ditch Kitty           | 4:15  |
| 16                                                  | The Classic Crime      | Blisters and Coffee   | 3:22  |
| 17                                                  | The Riverboat Gamblers | True Crime            | 2:41  |
| 18                                                  | The Sleeping           | Listen Close          | 2:45  |
| 19                                                  | The White Heat         | This Is My Life       | 2:22  |
| 20                                                  | This Is Menace         | Cover Girl Monument   | 3:23  |

## Entwicklungsgeschichte
Bereits im Juli 2006 gab der führende Entwickler bei Bugbear, Jussi Laakkonen, bekannt, dass ein Nachfolger von FlatOut 2 für die Xbox 360 erscheinen werde. Am 31. Januar 2007 kündigte der Publisher Empire Interactive das Spiel offiziell an und veröffentlichte ein paar Details, nach denen das neue FlatOut eine Portierung von FlatOut 2 für die Xbox 360 sei. Demnach seien wenige inhaltliche Neuerungen zu erwarten. Es wurden lediglich kleinere Überarbeitungen des Spielaufbaus beschrieben, bei denen der Mehrspieler-Modus im Vordergrund stehen soll.
Am 7. März 2024 erschien auf Steam die „Collectors Edition“, die nun offiziell das Spielen unter Linux und dem Steam Deck durch Proton unterstützt und den Games for Windows Live DRM Kopierschutz entfernte.

## Rezeption
Paul Kautz vom deutschen Spielemagazin 4Players lobt die guten Schadenmodelle und die zahlreichen Zerstörungsmöglichkeiten. Das Streckendesign bewertet er als außerordentlich abwechslungsreich. Weiterhin wurden die Grafik und der Soundtrack positiv gesehen. Kritikpunkte stellen die Umgebungsphysik dar, die oft unrealistisch sei, sowie der Schwierigkeitsgrad, der im Verlauf der Karriere recht schnell stark ansteige. Einen weiteren Kritikpunkt stellte das Fehlen eines Netzwerkmodus dar. Die Alternative, über Microsofts Plattform Live zu spielen, sei aufgrund deren Instabilität unbefriedigend.
Der Autor Daniel Matschijewsky von der Zeitschrift GameStar lobt die gegenüber dem Vorgänger stark verbesserte Grafik sowie den sehr guten Sound. Weiterhin hebt er die große Fahrzeugauswahl hervor. Die Fahrzeug- und Umgebungsphysik bewertet er als insgesamt realistischen Eindruck, auch wenn es hin und wieder zu Fehlern kommt. Die Streckengestaltung wird ebenfalls als sehr gut bezeichnet, allerdings wird bemängelt, dass die Strecken oft zu leblos wirken. Die im Spiel verwendete künstliche Intelligenz kritisiert der Autor dafür, zu aggressiv zu sein. Dadurch wäre das Spiel für unerfahrene Spieler äußerst schwer.
Daniel Braun von Gamingnewz lobt den außerordentlich großen Umfang des Spiels. Die lange Karriere, der vielfältige Carnage-Modus sowie die 48 Fahrzeuge bieten den Spielern viel Abwechslung.
Jimmy Thang vom Online-Magazin IGN zeigt sich von der grafischen Präsentation angetan. Die Verbesserung bei den Texturen und Modellen sei deutlich sichtbar und gestalte das Spiel wesentlich schöner. Ebenfalls gelobt werden das Spiel- und das Leveldesign. Die Rennen seien für das Genre untypisch lang und stellen daher besondere strategische Anforderungen an die Spieler. Kritisiert wird der Ton des Spiels. Die Umgebungs- und Motorengeräusche sowie die Auswahl an Musikstücken seien zu beliebig.